# Peroxodisíran draselný
Peroxodisíran draselný je anorganická sloučenina velmi dobře rozpustná ve vodě. Tato sůl je silným oxidačním činidlem, často používaným k zahájení polymerizace. Používá se též jako přídatná látka v potravinách (kód E922).

## Výroba
Peroxodisíran draselný může být vyroben elektrolýzou chladného roztoku hydrogensíranu draselného v kyselině sírové při vysoké hustotě proudu
2 KHSO4 → K2S2O8 + H2
Také jej lze získat přidáním hydrogensíranu draselného (KHSO4) do roztoku rozpustnějšího peroxodisíranu amonného (NH4)2S2O8 a rovněž oxidací síranu draselného fluorem.

## Použití a vlastnosti
Peroxodisíran draselný se používá k zahájení polymerizace různých alkenů, při nichž vznikají významné polymery jako jsou styren-butadienový kaučuk a polytetrafluorethylen. V roztoku disociuje na síranový aniont:
[O3SO-OSO3]2− ⇔ 2 [SO4]−
Používá se v organické chemii jako oxidační činidlo, například k oxidaci fenolů na p-difenoly nebo k Boylandově–Simsově oxidaci anilinů.
Jelikož jde o silné ale stabilní bělicí činidlo, používá se také v mnoha přípravcích na bělení a zjasňování vlasů. Rovněž nachází využití jako látka zlepšující vlastnosti mouky, ovšem v EU není schváleno jeho použití pro tento účel.

## Bezpečnost
Peroxodisíran draselný je silné oxidační činidlo a nemělo by přijít do styku s organickými sloučeninami. Déletrvající kontakt této látky s kůží může vyústit v podráždění.